# 4589 Макдавел
4589 Макдавел (4589 McDowell) — астероїд головного поясу, відкритий 24 липня 1933 року.
Тіссеранів параметр щодо Юпітера — 3,481.